# Лейк-Сити (Миннесота)
Лейк-Сити (англ. Lake City) — город в округах Уабаша, Гудхью, штат Миннесота, США. На площади 11,1 км² (11 км² — суша, 0,1 км² — вода), согласно переписи 2009 года, проживают 5289 человек. Плотность населения составляет 450,6 чел./км².
- Телефонный код города — 651
- Почтовый индекс — 55041
- FIPS-код города — 27-34172[1]
- GNIS-идентификатор — 0646338[2]